# 都道府県農業会議
都道府県農業会議（とどうふけんのうぎょうかいぎ）は市町村に設置された農業委員会の関係団体。都道府県ごとに組織されている。2015年の農業委員会等に関する法律（昭和26年3月31日法律第88号）の改正までは、同法に基づく法人であった。現在は、平成27年9月4日法律第63号附則第32条に基づき一般社団法人に組織変更し、農業委員会等に関する法律第42条第1項に基づき「農業委員会相互の連絡調整、情報提供等によるネットワークの構築及び当該ネットワークを活用した業務の実施を通じて農業委員会の事務の効率的かつ効果的な実施に資することを目的とする」一般社団法人として、農業委員会ネットワーク機構としての指定をされている。なお各団体とも名称は従前のとおり農業会議である。

## 概要

### 業務
都道府県知事の指定する農業委員会ネットワーク機構として次の業務を行う（農業委員会等に関する法律第43条第1項）。
- 農業委員会相互の連絡調整並びにその事務を効率的かつ効果的に実施している農業委員会の取組に関する情報の公表、農業委員会の委員、推進委員及び職員に対する講習及び研修その他の農業委員会に対する支援を行うこと。
- 農地に関する情報の収集、整理及び提供を行うこと。
- 農業経営を営み、又は営もうとする者に対する関係農業委員会の紹介その他の支援を行うこと。
- 法人化の支援その他農業経営の合理化のために必要な支援を行うこと。
- 認定農業者その他の農業の担い手の組織化及びこれらの者の組織の運営の支援を行うこと。
- 農業一般に関する調査及び情報の提供を行うこと。
- 農地法その他の法令の規定により都道府県機構が行うものとされた業務を行うこと。
- 前各号の業務に附帯する業務 。

更に次の業務を行う
- 農地に関する情報の収集、整理及び提供業務（農業委員会等に関する法律第51条、第52条）
- 農地等利用最適化推進施策を企画立案し、又は実施する関係行政機関等に対し、農地等利用最適化推進施策の改善についての具体的な意見を提出（農業委員会等に関する法律第53条）

### 会議員
道府県農業会議組織は、それぞれの定款の定めることになるが概ね次の会議員をもつて構成されている
- 当該都道府県農業会議の地区内の市町村に置かれる農業委員会の会長。
- 当該都道府県内の市町村
- 当該都道府県内の農業団体（都道府県レベルの農業協同組合連合会、農業共済組合連合会農業共済組合、土地改良区等）
- 農業に関し学識経験を有する者